# Вардак
Вардаг (перська وردک) або Вардак, одна з тридцяти чотирьох областей Афганістану. Знаходиться у центрі країни. Головне місто — Майданшахр.
Територія 8938 км² з населенням 581 800 жителів (2007).
До складу вілайяту входить 9 регіонів:
- Чак
- Дай Мердад
- Джагхату
- Джальрез
- Хіза-І-Авілі-Біхсуд
- Да Біхсуд Марказ
- Майдан Шахр
- Сейдабад

## Сусідні провінції
| Афганістан | Це незавершена стаття з географії Афганістану. Ви можете допомогти проєкту, виправивши або дописавши її. |